# Цей шалений, шалений, шалений, шалений світ
«Цей шалений, шалений, шалений, шалений світ» (англ. It's a Mad, Mad, Mad, Mad World) — американська пригодницька кінокомедія 1963 року в стилі «роуд-муві», знята режисером Стенлі Крамером. Нагороджена премією «Оскар» і номінована на премію «Золотий глобус».

## Сюжет
На великій швидкості по дорозі Каліфорнії мчить автомобіль, за кермом якого злочинець «Smiler» Гроган. На одному з поворотів автомобіль вилітає з дороги та розбивається. На допомогу до вмираючого водія під'їжджають 4 автомобілі, в яких їхали бізнесмен Рассел Фінч з дружиною і тещею, дантист Мелвіл Крамп з дружиною, двоє друзів Дінгі Белл і Бенджі Бенджамін, що прямували до Лас-Вегасу, і звичайний водій меблевого фургона Ленні Пайк. Перед смертю Гроган розкриває секрет, що в парку міста Санта-Розіта під «великим W» він сховав 350 000 доларів. З цього моменту починаються перегони, у ході якої учасники використовують різні транспортні засоби (від велосипедів до літаків), при цьому перешкоджаючи один одному. Попутно в цю погоню вплутуються все нові учасники, і якщо на початку їх було восьмеро, то до кінця їх число значно зросло.
Поліція штату в особі капітана Кулпепера повністю контролює ситуацію, але він наказує не втручатися. Служителі закону навіть починають робити ставки — хто першим досягне мети. Кулпепер, незадоволений тим, що влада не хоче підвищити йому пенсію, і тому вирішує забрати гроші собі. Попри те, що учасники погоні користуються абсолютно різними транспортними засобами, вони добираються до парку приблизно одночасно. Виявляється, що «W» — це чотири перехрещені пальми, під якими закопаний скарб. Саме в цей момент у парку з'являється Кулпепер. Конфіскувавши гроші як поліцейський, він намагається сховатися, але інші учасники погоні не дають йому втекти. Після погоні та сутички на пожежній драбині висотної будівлі гроші з валізи не дісталося нікому — їх розносить вітер.
Фільм закінчується сценою у травматологічному відділенні лікарні, де після падіння з пожежної драбини в одній палаті у гіпсі та бинтах лежать усі чоловіки. Вони сваряться між собою, але найбільше дорікають капітанові Кулпеперові. Їх ідуть відвідати жінки й серед них вічно незадоволена місис Маркус, яка зайшовши у палату посковзнулася на банановій шкірці та падає, що викликає шалений сміх усіх персонажів.

## У ролях

### Головні ролі
- Спенсер Трейсі — капітан Кулпепер
- Сід Сізар — дантист Мелвіл Крамп
- Еді Адамс — Моніка Крамп, дружина Мелвіла Крампа
- Мікі Руні — «Дінджі» Белл
- Бадді Геккет — «Бенджі» Бенджамін
- Джонатан Вінтерс — водій вантажівки Ленні Пайк
- Мілтон Берл — Рассел Фінч
- Етель Мерман — місис Маркус, теща Рассела Фінча
- Дороті Провайн — Емелайн Маркус-Фінч, дружина Рассела Фінча
- Террі Томас — підполковник Елджернон Готорн
- Філ Сільверс — безробітний піаніст Отто Меєр
- Дік Шоун — Сільвестр Маркус, син місис Маркус і брат Емелайн

### Другорядні ролі
- Едді Андерсон — таксист
- Джим Бекас — п'яний власник літака Тайлер Фіцджеральд
- Вілльям Демарест — начальник поліції Санта-Розіти
- Джиммі Дюранте — злодій «Smiler» Гроган
- Пітер Фальк — таксист
- Баррі Чейз — подруга Сільвестра Маркуса
- Пол Форд — полковник Вілберфорс

### Епізодичні ролі
- Бастер Кітон — Джиммі, човняр
- Джеррі Льюіс — людина, яка проїхала по капелюху Кулпеппера
- ЗейСу Піттс (Eliza Susan Pitts) — Джерті, телефонний оператор у поліцейському відділенні
- Лео Горсі — таксист, привозить Мелвіла і Моніку до господарського магазину
- Майк Мазуркі — шахтар
- Карл Райнер — диспетчер вежі аеропорту Rancho Conejo
- Стерлінг Голловей — начальник пожежної охорони Санта-Розіти

## Цікаві факти
- У 1964 році фільм отримав премію «Оскар» за найкращий звуковий монтаж (Волтер Елліотт), а також був висунений у 5 номінаціях: за найкращу операторську роботу в кольорі (Ернест Ласло), найкращий монтаж (Фредерік Кнудтсон), найкращу музику (Ернест Голд), найкращу пісню («It's a Mad Mad Mad Mad World», композитор Ернест Голд, слова Мек Девід) і найкращий звук (Гордон Соєр).
- Фільм був номінований на премію «Золотий глобус» як найкращий фільм у жанрі комедії або мюзиклу і за найкращу чоловічу роль у комедії або мюзиклі (Джонатан Вінтерс).
- У 1965 році сценарій фільму був номінований на премію Едгара Аллана По.